# Harry Hopman
Henry Christian "Harry" Hopman CBE (Glebe, 12 de agosto de 1906 - Seminole, 27 de dezembro de 1985) foi um tenista australiano. Foi o criador da Copa Hopman.

## Grand Slam finais

### Simples: 3 (3 vices)
| Resultado | Ano  | Campeonato      | Piso  | Oponente      | Placar                  |
| --------- | ---- | --------------- | ----- | ------------- | ----------------------- |
| Vice      | 1930 | Australian Open | Grama | Edgar Moon    | 3–6, 1–6, 3–6           |
| Vice      | 1931 | Australian Open | Grama | Jack Crawford | 4–6, 2–6, 6–2, 1–6      |
| Vice      | 1932 | Australian Open | Grama | Jack Crawford | 4–6, 6–3, 3–6, 6–3, 6–1 |

### Duplas: 7 (2 títulos, 5 vices)
| Resultado | Ano  | Campeonato      | Parceiro         | Oponente                         | Placar                  |
| --------- | ---- | --------------- | ---------------- | -------------------------------- | ----------------------- |
| Campeão   | 1929 | Australian Open | Jack Crawford    | Jack Cummings Edgar Moon         | 6–1, 6–8, 4–6, 6–1, 6–3 |
| Campeão   | 1930 | Australian Open | Jack Crawford    | Tim Fitchett John Hawkes         | 8–6, 6–1, 2–6, 6–3      |
| Vice      | 1931 | Australian Open | Jack Crawford    | James Anderson Norman Brookes    | 2–6, 4–6, 3–6           |
| Vice      | 1932 | Australian Open | Gerald Patterson | Jack Crawford Edgar Moon         | 10–12, 3–6, 6–4, 4–6    |
| Vice      | 1930 | Roland Garros   | Jim Willard      | Henri Cochet Jacques Brugnon     | 3–6, 7–8, 3–6           |
| Vice      | 1939 | US Open         | Jack Crawford    | Adrian Quist John Bromwich       | 6–8, 1–6, 4–6           |
| Vice      | 1948 | Roland Garros   | Frank Sedgman    | Lennart Bergelin Jaroslav Drobný | 6–8, 1–6, 10–12         |

### Duplas Mistas: 8 (5 títulos, 3 vices)
| Resultado | Ano  | Campeonato      | Parceira         | Oponente                            | Placar         |
| --------- | ---- | --------------- | ---------------- | ----------------------------------- | -------------- |
| Campeão   | 1930 | Australian Open | Nell Hall Hopman | Marjorie Cox Crawford Jack Crawford | 11–9, 3–6, 6–3 |
| Vice      | 1932 | Wimbledon       | Josane Sigart    | Elizabeth Ryan Enrique Maier        | 5–7, 2–6       |
| Vice      | 1935 | Wimbledon       | Nell Hall Hopman | Dorothy Round Little Fred Perry     | 5–7, 6–4, 2–6  |
| Campeão   | 1936 | Australian Open | Nell Hall Hopman | May Blick Abe Kay                   | 6–2, 6–0       |
| Campeão   | 1937 | Australian Open | Nell Hall Hopman | Dorothy Stevenson Don Turnbull      | 3–6, 6–3, 6–2  |
| Campeão   | 1939 | Australian Open | Nell Hall Hopman | Margaret Wilson John Bromwich       | 6–8, 6–2, 6–3  |
| Vice      | 1940 | Australian Open | Nell Hall Hopman | Nancye Wynne Bolton Colin Long      | 5–7, 6–2, 4–6  |
| Campeão   | 1939 | US Open         | Alice Marble     | Sarah Palfrey Cooke Elwood Cooke    | 9–7, 6–1       |